# Катрин Јакобсдоутир
Катрин Јакобсдоутир (исл. Katrín Jakobsdóttir; рођена 1. фебруара 1976. у Рејкјавику) је исландска политичарка која је 28. и актуелни премијер Исланда од 2017. године. Од 2007. године је поланик за Рејкјавик Парламента Исланда. Од 2003. године до 2013. године је била заменик председника Левичарско-зеленог покрета, а од 2013. године је и председник овог покрета. Катрин је била министар просвете, науке, културе и нордијске сарадње Исланда од 2. фебруара 2009. године до 23. маја 2013. године. Она је друга жена на функцији премијера Исланда, после Јохане Сигурсдотир.
По образовању је професор исландског језика и књижевности. Једно време је радила као лектор на националном јавном сервису RÚV, а писала је и за неколико локалних штампаних медија. Удата је и мајка три сина. Катрин Јакобсдоутир је тек друга жена на позицију исландског Премијера.

## Образовање и професија
Катрин је рођена у Рејкјавику. Дипломирала је на Универзитету Исланда 1999. године и одбранила акдемски рад писан на исландском и француском језику. Одбранила је и мастер рад из исландске књижевности 2004. године на тему исландског писца криминалистичких романа Арналдура Индирбасона. Радила је као језички саветник у новинским агенцијама и на јавној телевизији РУВ од 1999. године до 2003. године, а затим је била слободни новинар за више електронских медија. Радила је и као професор животног учења у школи у Мимиру од 2004. године до 2007. године. Од 2005. године до 2006. године је била уредник издавачке куће "Еда", а потом и предавач на Универзитету Исланда и Универзитету у Рејкјавику.

## Премијер Исланда
Након парламентарних избора на Исланду 2017. године председник Гудни Торлакиус Јоханесон ју је именовао за мандатара нове владе. Њена влада је положила зеклетву пред председником Исланда 30. новембра 2017. године. Катрин се противи чланству Исланда у НАТО и придруживању Европској унији, али њени коалициони партнери одбијају да одрже реферндум о овим питањима. Катрин је члан исландске делегације у Парламентарној скупштини Савета Европе, а била је члан и исландских делегација у Европском економском простору, Европској унији и Западном нордијском савету.

## Лични живот
Катрин је удата за Гунара Сигвалдасона и имају троје деце рођене у периоду од 2005. године до 2011. године. Она потиче из угледне академске, књижевне и политичке исландске породице. Њена браћа, Арман и Сверир Јакобсон, су предавачи хуманистичких наука на Универзитету Исланда. Њене прадеде, Скули и Теодоре Тордседн, су били угледни исландски политичари и писци, а њен деда, Сигурдор Тордседн је био угледни исландски инжењер и политичар. Познати исландски песник Дагур Сигурдарсон је ујак њене мајке.